# Neochromadora izhorica
Neochromadora izhorica är en rundmaskart som först beskrevs av Nikolai Nikolaievich Filipjev 1929.  Neochromadora izhorica ingår i släktet Neochromadora och familjen Chromadoridae. Arten är reproducerande i Sverige. Inga underarter finns listade i Catalogue of Life.